# Farinelli (operett)
Farinelli är en operett i tre akter av F. Wilibald Wulff och Charles Cassmann och med musik av Hermann Zumpe. Urpremiären ägde rum i Hamburg 1886. 

## Handling
Kung Ferdinand av Spanien som lever åtskild från sin hustru, drottning Maria, blir utsatt för en komplott av sin minister Inigo. Kungen blir inbillad att hans undersåtar planerar revolution mot honom och att han befinner sig i livsfara. Komplotten upptäcks av kungens brorsdotter Manuela, och tillsammans med sångaren Farinelli som hon i hemlighet gift sig med, avslöjar de skyldiga och återförenar kungen och drottningen.

## Roller
- Kung Ferdinand
- Drottning Maria
- Don Inigo Gazmonero, minister
- Manuela, kungens brorsdotter
- Donna Elvira, grevinnan Cucaratcha, överhovmästarinna
- Farinelli
- Don Riassa Cotchabambo di Carassa, teaterdirektör i Sevilla
- Pancho, hans tjänare
- Donna Juanita, drottningens förtrogna
- Donna Oquita, hovdam
- Donna Trucha, hovdam
- Don Regalillo, hovman
- Don Madreselva, hovman
- Don Liebre, hovman
- Don Polillas, hovman
- Don Valeroso, hillebardiärernas anförare
- Pedrillo, student
- José, barberare
- Juan, page
- Bolante, budbärare
- Copete, borgare i Madrid
- Onzavo, borgare i Madrid

## Svenska uppsättningar
Operetten översattes till svenska av Ernst Wallmark. Den första uppsättningen var i Stockholm 1888. Därefter har Farinelli framförts även i Göteborg 1889 och på Oscarsteatern 1909 och 1923. Den senare uppsättningen i regi av Nils Johannisson.

## Kända melodier
Många av operettens melodier blev kända, såsom Det står ej i kontraktet, När spanjoren kärleksvarm, Kyss mig då Manuela och Manuelavalsen.